# Sospensione del giudizio
La sospensione del giudizio o epoché (traslitterazione del greco antico "ἐποχή" ossia "sospensione") è l'astensione da un determinato giudizio o valutazione, qualora non risultino disponibili sufficienti elementi per formulare il giudizio stesso.

## Origine del termine
Il termine epoché anticamente si riferiva ad eventi o periodi storici particolarmente rilevanti, come la fondazione di una città, la nascita di un profeta, o anche l'inizio di una nuova era astrologica, in grado di sospendere e interrompere il normale flusso del tempo, che subiva in tal modo un mutamento qualitativo nel suo andamento.
Con significato affine venne riferito alla «sospensione del giudizio» teorizzata in modo sistematico ed esauriente per la prima volta nell'antica Grecia, in particolar modo da due grandi correnti di pensiero: l'accademia media platonica (attiva dal III secolo a.C. al I secolo a.C.) e un gruppo di filosofi scettici detti neo-pirroniani (attivi fra il I e II secolo d.C.).
La sospensione del giudizio, dovuta all'irrompere di un nuovo evento non comprensibile con i tradizionali canoni di interpretazione, consisteva nel sospendere il proprio assenso non ai fenomeni (di per sé innegabili), ma al fatto che alle percezioni sensibili o alle formulazioni arbitrarie del pensiero corrispondesse la verità effettiva. Ritenendo che la realtà apparente derivasse da un giudizio soggettivo, quindi parziale e infondato, i seguaci di quelle scuole preferivano sospendere il giudizio, il che successivamente li avrebbe portati per caso (essendo i rapporti di causa-effetto indimostrabili per gli scettici) all'imperturbabilità o ataraxia nell'ambito delle opinioni, e al moderato patire o metriopatheia di fronte alle necessità ineluttabili dell'esistenza umana.
Per spiegare il rapporto casuale tra epoché e ataraxia il filosofo greco Sesto Empirico ricorreva alla metafora del pittore Apelle:
(Sesto Empirico, Lineamenti pirroniani I, 19-35)

## Descrizione
Si tratta di un processo cognitivo, nonché uno stato della mente, particolarmente implicato nella formazione di giudizi etici e morali.
La nozione opposta a questa è quella di pregiudizio, cioè un giudizio formulato in assenza di ragioni oggettive al quale tuttavia venga accordata la piena convinzione di validità.
Il pregiudizio può condurre a trarre conclusioni o a formulare giudizi in assenza di un numero sufficiente di informazioni.
La sospensione del giudizio è un principio metodologico basilare. Una buona parte del metodo scientifico tende a incoraggiare la sospensione del giudizio in merito a un'ipotesi prima che la stessa sia stata opportunamente formulata, testata e verificata.
Nei contesti sociopolitici la sospensione del giudizio è una pietra miliare dello sviluppo civile delle società, basata sulla convinzione che nessun punto di vista parziale può essere immediatamente (in assenza di consenso) elevato a universale.

### Sospensione del giudizio in Cartesio
Nella filosofia moderna la sospensione del giudizio viene tipicamente associata allo scetticismo, in parte al razionalismo, e alla fenomenologia, pur non esaurendosi in quest'ambiti. Il razionalista seicentesco Cartesio, ad esempio, ne ha fatto il fondamento della sua epistemologia. Nel procedimento da lui denominato dubbio metodico Cartesio affermò che, in ordine alla costituzione di una conoscenza certa e salda, è necessario dubitare di qualunque cosa (ovvero, non bisogna dare niente per scontato). Solo eliminando i preconcetti e i pregiudizi è possibile conoscere la verità.
Nel Discorso sul metodo e nelle Meditazioni metafisiche, Cartesio afferma che, per capire cosa può essere effettivamente vero, è necessario sospendere il giudizio dubitando di tutto ciò di cui è possibile dubitare. Si inizia con il dubitare delle cose più semplici, attraverso un dubbio chiamato da Cartesio metodico, fino a quelle più complesse, giungendo, così, al dubbio iperbolico, ovvero dubitando della bontà divina e supponendo l'esistenza di un demone ingannatore intenzionato a far credere agli esseri umani realtà che non esistono per il solo piacere di fare il male. Secondo Cartesio, però, si può dubitare di tutto, ma non del fatto stesso che si stia dubitando, per cui dubito allora penso e se penso sono, ossia esisto: da qui la celebre frase cogito ergo sum. Successivamente bisogna sottoporre le cose di cui ho dubitato al metodo, che in Cartesio è filosofico e non matematico come affermava Galileo Galilei.

### Sospensione del giudizio in Husserl
Husserl ripropone, rivisitandolo, il concetto di epoché pensato dagli scettici antichi e rielaborato da Cartesio. Per Husserl l'epoché è l'atteggiamento che il fenomenologo deve assumere nei confronti del mondo. Il filosofo deve mettere "tra parentesi", senza negarla, la realtà supposta dalle scienze naturali e, più generalmente, dal senso comune, anche se, talvolta, Husserl si avvale dell'epoché non per sospendere la tesi dell'esistenza del mondo in generale, ma solo per isolare domini specifici di indagine.
La questione dell'esistenza della realtà viene, dunque, esclusa dai problemi della fenomenologia, in quanto essa si deve proporre di occuparsi solo del mondo in quanto puro fenomeno della coscienza. Ciò che non è possibile escludere mediante l'epoché è la coscienza stessa che, dunque, costituirà un residuo fenomenologico, in quanto è essa stessa ad attuare l'epoché sul mondo e, pertanto, non può attuarla su di sé, non può in alcun modo mettersi "tra parentesi".